# Mras-Soe
De Mras-Soe (Russisch: Мрас-Су) of Mrassoe (Мрассу) of Akmras (Акмрас) is een rivier in de Russische oblast Kemerovo in de Zuid-Siberische Bergachtige Sjor. De rivier heeft haar oorsprong in het Abakangebergte en stroomt vervolgens door een diepe riviervallei al meanderende door de Bergachtige Sjor. In de rivier bevinden zich een aantal stroomversnellingen.
in de Tom bij de stad Myski. De Mras-Soe is gewoonlijk bevroren van midden november tot april. De rivier heeft een gemengde aanvoer, die wordt gedomineerd door sneeuw.
De rivier werd tot 1994 gebruikt voor de vlotterij, maar is nu vooral populair bij toeristen, die er gaan raften.